# آلبرت سرا
آلبرت سرا (انگلیسی: Albert Serra؛ زادهٔ ۳۱ مارس ۱۹۷۵) یک فیلم‌نامه‌نویس، و کارگردان اهل اسپانیا است. وی در سال ۲۰۱۳ توانست برای کارگردانی فیلم داستان مرگ من، برنده جایزه پلنگ طلایی جشنواره فیلم لوکارنو شود.